# Stepsister from Planet Weird
Stepsister from Planet Weird (título en español: Hermanastra de Weird Planet) es una Película Original de Disney Channel transmitida por primera vez en Estados Unidos el 17 de junio del 2000, por Disney Channel. Fue dirigida por Steve Boyum y protagonizada por Courtnee Draper, Tamara Hope, Lance Guest y Khrystyne Haje.

## Reparto
- Courtnee Draper - Megan Larson
- Tamara Hope - Ariel Cola
- Lance Guest - Cosmo Cola
- Khrystyne Haje - Kathy Larson
- Vanessa Lee Chester - Tara Robertes
- Myles Jeffrey - Trevor Larson
- Lauren Maltby - Heather Hartman
- Tiriel Mora - Fooop
- Henry Feagins - Fanul
- Tom Wright - Cutter Colburne